# Adair County (Kentucky)
Das Adair County ist ein County im US-amerikanischen Bundesstaat Kentucky. Im Jahr 2020 hatte das County 18.903 Einwohner und eine Bevölkerungsdichte von 17,9 Einwohnern pro Quadratkilometer. Der Verwaltungssitz (County Seat) ist Columbia, das im Gedenken an Christoph Kolumbus benannt wurde. Das County gehört zu den Dry Countys, was bedeutet, dass der Verkauf von Alkohol eingeschränkt oder verboten ist.

## Geografie
Das County liegt südlich des geografischen Zentrums von Kentucky und ist im Süden etwa 40 km von Tennessee entfernt. Es hat eine Fläche von 1068 Quadratkilometern, wovon 14 Quadratkilometer Wasserfläche sind.
Im Nordosten wird das County vom Green River durchflossen, einem linken Nebenfluss des Ohio. Etwa die Hälfte des Green River Lake, einem Stausee des Green River, liegt im Adair County.
An das Adair County grenzen folgende Nachbarcountys:
| Green County    | Taylor County     | Casey County   |
|                 |                   | Russell County |
| Metcalfe County | Cumberland County |                |

## Geschichte

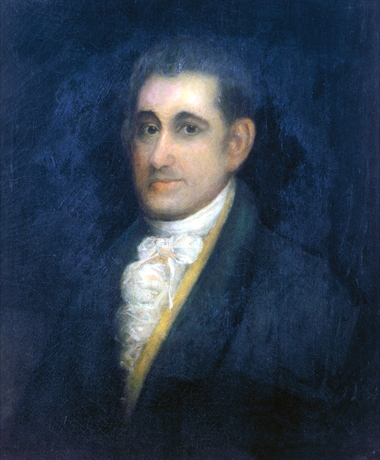
J. Adair

Das Adair County wurde am 11. Dezember 1801 aus ehemaligen Teilen des Green County gebildet. Benannt wurde es nach John Adair (1757–1840), einem früheren US - Senator von Kentucky (1805–1806), dem Kommandeur der Kentucky-Truppen in der Schlacht von New Orleans und Gouverneur von Kentucky (1820–1824).

## Bevölkerung
Nach der Volkszählung im Jahr 2010 lebten im Adair County 18.656 Menschen in 6717 Haushalten. Die Bevölkerungsdichte betrug 17,7 Einwohner pro Quadratkilometer. In den 6717 Haushalten lebten statistisch je 2,54 Personen.
Ethnisch betrachtet setzte sich die Bevölkerung zusammen aus 94,9 Prozent Weißen, 2,7 Prozent Afroamerikanern, 0,2 Prozent amerikanischen Ureinwohnern, 0,2 Prozent Asiaten sowie aus anderen ethnischen Gruppen; 1,1 Prozent stammten von zwei oder mehr Ethnien ab. Unabhängig von der ethnischen Zugehörigkeit waren 1,7 Prozent der Bevölkerung spanischer oder lateinamerikanischer Abstammung.
22,5 Prozent der Bevölkerung waren unter 18 Jahre alt, 62,2 Prozent waren zwischen 18 und 64 und 15,3 Prozent waren 65 Jahre oder älter. 50,6 Prozent der Bevölkerung war weiblich.

Das jährliche Durchschnittseinkommen eines Haushalts lag bei 29.200 USD. Das Prokopfeinkommen betrug 15.349 USD. 24,0 Prozent der Einwohner lebten unterhalb der Armutsgrenze.

## Orte im Adair County
Im Adair County liegt eine Gemeinde, die den Status einer City besitzt.
City
- Columbia

Unincorporated Communities
| - Absher - Barnett Springs - Bliss - Breeding - Cane Valley - Casey Creek - Chance - Christine - Coburg - Craycraft - Crocus1 | - Cundiff 1 - Dunbar Hill - Ella - Eunice - Fairplay - Feathersburg - Flatwood - Gadberry - Garlin - Gentrys Mill - Glens Fork | - Gradyville - Holmes - Inroad - Joppa - Kellyville - Keltner - Kemp - Knifley - Milltown - Montpelier - Neatsville | - Nell - Ozark - Pellyton - Pickett - Portland - Purdy - Sano - Sparksville - Speck - Toria - Weed |

## Gliederung
Das Adair County ist in 6 Census County Divisions (CCD) eingeteilt::
| CCD         | Einwohner (2010) | Einwohner 2020 | FIPS     |
| ----------- | ---------------- | -------------- | -------- |
| Cane Valley | 1.722            | 1.755          | 21-90552 |
| Casey Creek | 1.727            | 1.621          | 21-90624 |
| Columbia    | 8.331            | 8.881          | 21-90784 |
| Glens Fork  | 1.403            | 1.307          | 21-91416 |
| Gradyville  | 2.457            | 2.334          | 21-91432 |
| White Oak   | 3.016            | 3.005          | 21-93680 |